# Lyperogryllacris robinsoni
Lyperogryllacris robinsoni är en insektsart som först beskrevs av Heinrich Hugo Karny 1926.  Lyperogryllacris robinsoni ingår i släktet Lyperogryllacris och familjen Gryllacrididae. Inga underarter finns listade i Catalogue of Life.